# 51-й егерский полк
51-й егерский полк

## Формирование полка
11 июля 1813 года было повелено из 12 запасных и 8 резервных батальонов 8, 10, 12 и 22-й дивизий, расположенных в Бессарабии и Новороссийском крае, сформировать 4 пехотных и 3 егерских полка. В числе их, из запасного и резервного батальонов 12-го егерского полка (сформированного 29 ноября 1796 года) и запасного батальона Галицкого егерского полка был сформирован герцогом Ришельё 51-й егерский полк. 30 августа 1815 года этот полк был наименован 8-м егерским полком.
28 января 1833 года при общем преобразовании армейской пехоты этот полк был присоединён к Новоингерманландскому пехотному полку, образовав его 3-й, 4-й и 6-й батальоны. 16 июня 1833 года этим батальонам, для уравнения с прочими батальонами Новоингерманландского полка, получившими знаки отличия на головные уборы за отличие при штурме Варшавы 25 и 26 августа 1831 года, были присвоены те же знаки отличия. 
В 1863 году три батальона Новоингерманландского полка пошли на формирование Енисейского пехотного полка, в котором было сохранены старшинство и знаки отличия 8-го (бывшего 51-го) егерского полка.

## Знаки отличия полка
Из знаков отличия полк имел знаки на головные уборы с надписью «За Варшаву 25 и 26 августа 1831 года», пожалованные 6 декабря 1831 г.

## Командиры полка
- 11.06.1813 — 01.01.1816 — майор Сорочан, Терентий Варламович
- 01.01.1816 — 11.04.1817 — полковник Пенский, Иван Иванович
- 11.04.1817 — 02.08.1818[1] — полковник барон Шульц
- 06.12.1818 — 13.10.1821 — подполковник Сутгоф, Иван Иванович
- 13.10.1821 — 02.02.1828 — подполковник (с 12.12.1824 полковник) Кеслер, Александр Христофорович
- 02.02.1828 — 24.05.1833 — полковник Булгаков, Фёдор Васильевич